# APMonitor
APMonitor o Advanced process monitor és un llenguatge de modelització d'equacions diferencials algebraiques (EDA). És un servei web gratuït per a resoldre representacions de sistemes físics en forma de models EDA implícits. APMontir està indicat per problemes de gran escala i permet solucions de programació lineal, programació entera, programació no lineal, programació no lineal entera mixta, simulació dinàmica, estimació d'horitzó movent, i control no lineal. APMonitor no resol pas els problemes directament, sinó que crida solvers de programació lineal tals com APOPT, BPOPT, IPOPT, MINOS i SNOPT. L'API d'APMonitor passa les primeres i segons derivades exactes de funcions contínues als solvers per mitjà de diferenciació automàtica i en forma de matriu dispersa.

## Integració del llenguatge de programació
Julia, MATLAB i Python són llenguatges de programació matemàtics que tenen integració d'APMonitor a través d'APIs de servei web. El GEKKO Optimization Suite és una extensió recent d'APMonitor amb integració completa de Python. Les interfícies estan integrades en mòduls d'optimització per carregar i processar solucions de problemes d'optimització. APMonitor és un llenguatge de modelització orientada a objectes i suite d'optimització que es basa en llenguatges de programació per carregar, executar i recuperar solucions. Els models i les dades d'APMonitor es compilen en temps d'execució i es tradueixen en objectes que es resolen mitjançant un motor d'optimització com ara APOPT o IPOPT. APMonitor no especifica el motor d'optimització, que permet canviar diversos motors d'optimització. El mode de simulació o d'optimització també es pot configurar per configurar el model de simulació dinàmica, control predictiu per model no lineal, estimació d'horitzó movent o problemes generals en optimització matemàtica.
Com a primer pas per resoldre el problema, s'expressa un model matemàtic en termes de variables i equacions com el problema de referència Hock & Schittkowski # 71 utilitzat per provar el rendiment de solucionadors de programació no lineal. Aquest problema d'optimització en particular té una funció objectiva {\displaystyle \min _{x\in \mathbb {R} }\;x_{1}x_{4}(x_{1}+x_{2}+x_{3})+x_{3}} i subjecte a la restricció de desigualtat {\displaystyle x_{1}x_{2}x_{3}x_{4}\geq 25} i restricció d'igualtat {\displaystyle {x_{1}}^{2}+{x_{2}}^{2}+{x_{3}}^{2}+{x_{4}}^{2}=40}. Les quatre variables han d'estar entre un límit inferior d'1 i un límit superior de 5. Els valors inicials són {\displaystyle x_{1}=1,x_{2}=5,x_{3}=5,x_{4}=1}.